# Dumitru Abrudan
Dumitru Abrudan (n. 29 august 1938, Gepiu, județul Bihor – d. 9 august 2024, Sibiu) a fost un teolog și profesor universitar român, militant pentru ecumenism. A avut o bogată activitate didactică desfășurată mai întâi în cadrul Seminarului Teologic din Caransebeș și ulterior pe tărâm universitar (Facultățile de Teologie de la Universitățile „Lucian Blaga” din Sibiu, de Vest din Timișoara, din Oradea precum și la Institutul Teologic Ortodox din Cluj). După reînființarea ASTREI a fost primul președinte al acesteia. S-a remarcat și ca publicist în publicații patriarhale.
Este autorul unor studii teologice, mai ales despre Vechiul Testament și ecumenism și a reprezentat Biserica Ortodoxă Română la simpozioane și congrese teologice internaționale.

## Biografie
Școala primară a urmat-o în satul natal, studiile liceale la Liceul de Băieți nr.1 „Emanuil Gojdu” din Oradea (promoția 1956), iar pe cele universitare la Institutul Teologic Universitar din Sibiu (1956-1960).
Între 1960-1963 a urmat cursurile de doctorat la Institutul Teologic din București, secția biblică (Vechiul Testament și limba ebraică). În perioada 1972-1973 a urmat cursuri de specializare la Universitatea Ebraică din Ierusalim,, iar în 1978 a obținut titlul de doctor în Teologie în domeniul Studiului Vechiului Testament și al limbii ebraice, la Institutul Teologic Universitar din București sub conducerea pr. prof. dr. Mircea Chialda cu teza: „Creștinismul și mozaismul în perspectiva dialogului interreligios”, publicată în revista Mitropolia Ardealului, nr.1-3/1979.
A trecut la cele veșnice în data de 9 august 2024 și a fost înmormântat pe 12 august 2024, la Sibiu.

## Carieră
În 1966 a fost hirotonisit diacon, în 1971 a fost hirotonisit ca preot, iar în 1980 ca iconom stavrofor.

### Activitatea didactică
A fost în 1963-1971 profesor de teologie (cursuri - Vechiul Testament, Noul Testament, Dogmatică, Îndrumări misionare și Istoria Bisericii Române) la Seminarul Teologic din Caransebeș și director al acestei școlii (1967-1971).
A avut o bogată activitatea didactică la Institutul Teologic Universitar din Sibiu, unde a fost conferențiar (1971-1973), lector la Catedra de Vechiul Testament și Limba Ebraică (1973-1979), apoi profesor titularizat la aceeași catedră (1979-2008). A deținut aici funcția de Prorector între 1979-1991. După ce Institutul de devenit din 1991 Facultatea de Teologie "Andrei Șaguna” a Universității "Lucian Blaga" din Sibiu, între 2000-2004 a deținut funcția de decan la aceasta.
Concomitent cu activitatea didactică de la Sibiu, a servit ca profesor suplinitor de Vechiul Testament și Limba Ebraică la Institutul Teologic Universitar din Cluj-Napoca (1990-1991) și profesor suplinitor de Vechiul Testament și Limba Ebraică la Facultatea de Teologie a Universității de Vest din Timișoara  (2000-2003), profesor suplinitor de Vechiul Testament și Limba Ebraică la Facultatea de Teologie a Universității din Oradea (1992-2007) și decan al acestei facultăți (1992-2000).
Din 1982 și până în prezent este conducător de doctorate. În perioada 1995-2006 a fost membru al Consiliului Național de Atestare a Titlurilor și Diplomelor Universitare (C.N.A.T.D.U.) din cadrul Ministerului Educației și Cercetării.

### Activități extradidactice
A fost redactor responsabil al publicației bisericești a Arhiepiscopiei Sibiului "Telegraful Român" (1978-2010) și membru în redacția revistelor patriarhale "Studii Teologice" și "Ortodoxia" (1979-2005).
În 1990–1992 a fost primul președinte al ASTRA (Asociația Transilvană pentru Literatura Română și Cultura Poporului Român), după reînființarea acesteia.

### Contribuții în domeniul teologiei
Dumitru Abrudan este autorul unor studii teologice, cărți și articole mai ales despre Vechiul Testament și ecumenism - dialog interortodox, interconfesional și interreligios. De asemeni a publicat articole cu caracter comemorativ despre personalități ecleziastice și culturale, despre evenimente semnificative din viața Bisericii, a contribuit cu scrieri în diferite ediții românești ale Bibliei, a făcut recenzie de carte, a publicat predici și cuvinte de învățătura la sărbătorile unor sfinți. Este membru în Organizația Internațională pentru Studiul Vechiului Testament (International Organization for the Study of the Old Testament - IOSOT) (din 1977 până în prezent).
Părintele Abrudan a reprezentat Biserica Ortodoxă Română la întruniri, simpozioane și congrese teologice internaționale: Congresul al II-lea al profesorilor de teologie de la Atena (1976), a V-a Adunare Generală a Consiliului Ecumenic al Bisericilor (Nairobi 1975), Congrese ale Organizației Internaționale pentru Studiul Vechiului Testament ( Congresul al IX-lea din Gottingen în 1977, Congresul al X-lea din Viena în 1980, Congresul al XI-lea din Ierusalim în 1983, Congresul al XIII-lea din Louvain în 1989), Dialogul între creștini și evrei (Geneva 1992), Conferința internațională "Pace și toleranță" (Istanbul 1994). Între 1998-2005 a fost membru al Comisiei pentru Educație și Formare Ecumenică a Consiliului Ecumenic Mondial al Bisericilor (World Council of Churches) de la Geneva.
| Lucrări publicate |
| --- |
| - Dumitru Abrudan. Sărbătorile postexilice ale evreilor, în revista Studii Teologice, an. XIV, 1962, nr.7-8, p. 489-501; - Dumitru Abrudan. Cărțile Anaginoscomene ale Vechiului Testament după traducerile românești, în revista Studii Teologice, an. XIV, 1962, nr. 9-10, p. 541-548; - Dumitru Abrudan. Vechiul Testament în scrierile Fericitului Augustin, în revista Studii Teologice, an. XV, 1963, nr. 3-4, p. 14-154; - Dumitru Abrudan. Dreptatea și pacea în Cartea Psalmilor, în revista Studii Teologice, an. XV, 1963, nr. 7-8, p. 415-425; - Dumitru Abrudan. Mîntuirea și sensul ei comunitar în scrierile profetice ale Vechiului Testament, în revista Studii Teologice, an. XXVII, 1975, nr. 1-2, p. 35-40; - Dumitru Abrudan. Septuaginta și problema inspirației ei, în revista Ortodoxia, an. XXVII, 1975, nr. 1, p. 198-201; - Dumitru Abrudan. Ierusalimul epocii celui de-al doilea Templu, în revista Mitropolia Banatului, an. XXV, 1975, nr. 7-9, p. 368-372; - Dumitru Abrudan. Aspecte ale antropologiei Vechilui Testament, în revista Studii Teologice, an. XXX, 1978, nr. 3-4, p. 264-270; - Dumitru Abrudan. Creștinismul și mozaismul în perspectiva dialogului interreligios. Teză de doctorat în revista Mitropolia Ardealului, an. XXIV, 1979, nr. 1-3, p. 59-190 + VI p.; - Dumitru Abrudan. Profeții și rolul lor în istoria mîntuirii, în revista Mitropolia Ardealului, an. XXV III, 1983, nr. 3-4, p. 139-149; - Dumitru Abrudan. Cărțile apocrife ale Vechiului Testament, în revista Mitropolia Ardealului, an. XXVIII, 1983, nr. 9-10, p. 562-567; - Dumitru Abrudan. Cartea Iov și valoarea ei antropologică, în revista Mitropolia Banatului, an. XXXIV, 1984, nr. 1-2, p. 7-20; - Dumitru Abrudan. Filon din Alexandria și însemnătatea sa pentru exegeza biblică vechi testamentară, în revista Mitropolia Ardealului, an. XXX, 1985, nr. 3-4, p. 186-194; - Dumitru Abrudan. Cartea Psalmilor în spiritualitatea ortodoxă, în revista Studii Teologice, an. XXXVII, 1985, nr.7-8, p. 453-471; - Dumitru Abrudan. Religia evreilor: iudaismul, în revista Mitropolia Ardealului, an. XXXI, 1986, nr. 5, p. 11-28; - Dumitru Abrudan. Iosif Flaviu - istoric al epocii intertestamentare. Importanța sa pentru cunoasterea contextului în care a apărut creștinismul, în revista Mitropolia Ardealului, XXXVI, 1997, nr. 3, p. 8-20; - Dumitru Abrudan. Biblia lui Șerban tricentenară, în revista Biserica Ortodoxă Română (BOR), an. CVI, 1988, nr. 9-10, p. 102-117 - Dumitru Abrudan. Controversa dintre mitropolitul Andrei Saguna și Ion Eliade Rădulescu privind traducerea Bibliei, în Revista Teologică, serie nouă, an.III (75), 1993, nr. 4-6, p. 95- 115; - Dumitru Abrudan. Un capitol din teologia biblică vechi-testamentară: moartea, nemurirea sufletului, judecata și viața viitoare, în revista Mitropolia Ardealului, an. IV (76), 1994, nr. 3, p. 3-10; - Dumitru Abrudan, Emilian Cornițescu. Arheologia biblică pentru Facultățile de Teologie. Editura Institutului Biblic și de Misiune al Bisericii Ortodoxe Romane, București, 1994, 352 p.+ 32 pl. |

## Distincții
- În 1980 i se conferă rangul onorific bisericesc de Iconom stavrofor[4]
- În 1981 este decorat cu cea mai înaltă distincție în Biserica Ortodoxă Română - Crucea Patriarhală.[4]
- În februarie 2004 a fost decorat cu Ordinul Meritul Cultural în grad de Comandor, Categoria G - „Cultele”, „în semn de apreciere deosebită pentru activitatea susținută în domeniul cultelor, pentru spiritul ecumenic și civic dovedit și pentru contribuția avută la întărirea legăturilor interconfesionale, de bună și pașnică conviețuire între toți oamenii”[4][11]
- În 2006 i se acordă  titlul onorific de Doctor Honoris Causa al Universității din Oradea.[4][12]